# 千葉県道33号君津平川線

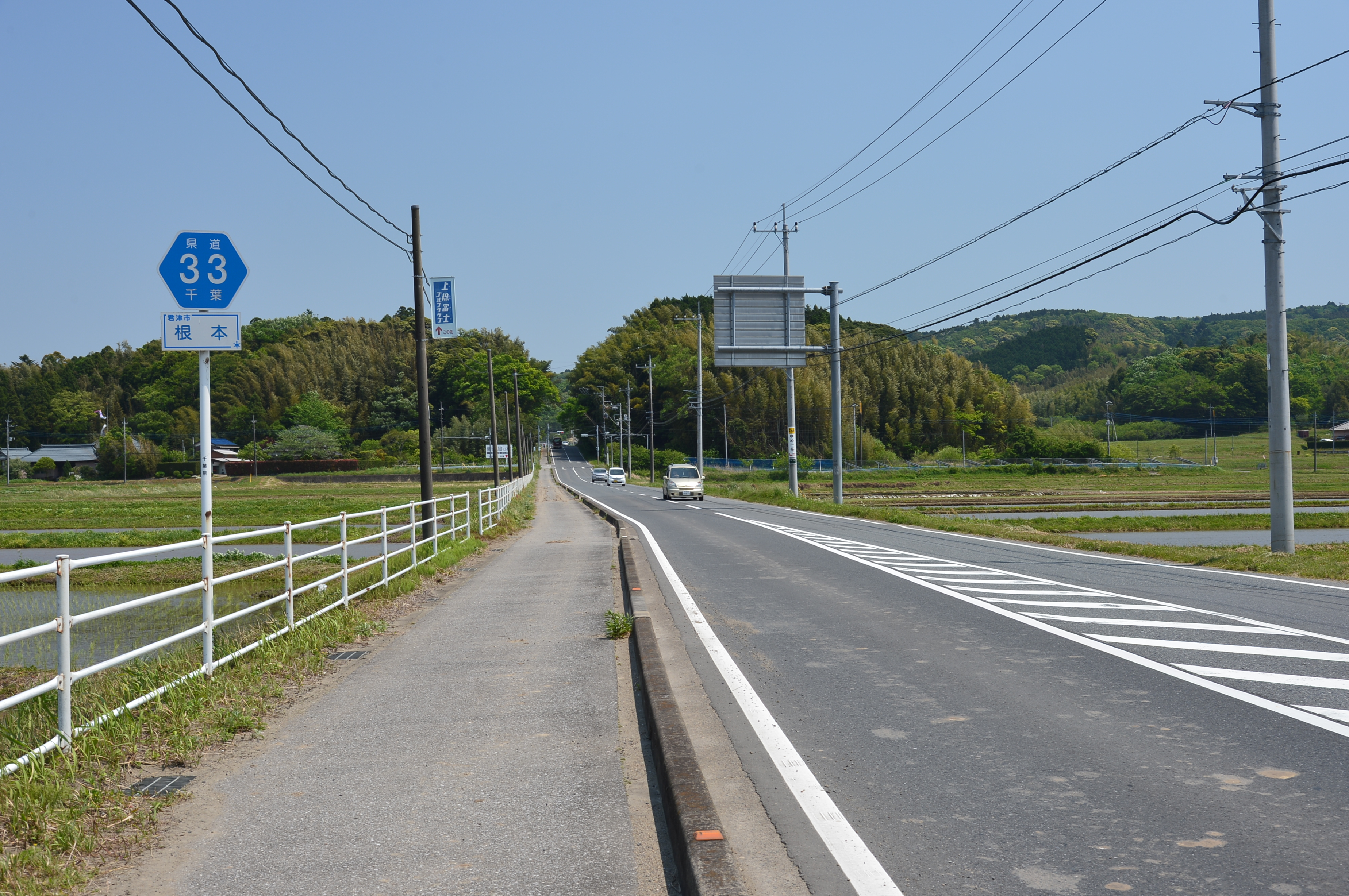
千葉県道33号君津平川線・君津市根本の起点付近（2016年5月）

千葉県道33号君津平川線（ちばけんどう33ごう きみつひらかわせん）は、千葉県君津市と袖ケ浦市を結ぶ県道（主要地方道）である。

## 概要
- 起点 : 君津市根本（千葉県道92号君津鴨川線交点）
- 終点 : 袖ケ浦市滝の口・大鳥居 滝の口交差点（国道409号交点）
- 総延長：16.632 km（君津土木事務所管内：16.632 km[1]）
- 重用延長：3.039（君津土木事務所管内：3.039 km）
- 実延長：13.593 km（君津土木事務所管内：13.593 km[1]）
- 認定年月日：1955年（昭和30年）3月4日

## 路線状況

### 重複区間
- 千葉県道23号木更津末吉線（木更津市矢那〈高倉交差点〉 - かずさ鎌足1丁目〈かずさ鎌足1丁目交差点〉）

## 地理

### 通過する自治体
- 千葉県
  - 君津市 - 木更津市 - 袖ケ浦市

### 交差する道路
- 千葉県道92号君津鴨川線（君津市根本）
- 千葉県道163号小櫃佐貫停車場線（同）
- 千葉県道23号木更津末吉線（木更津市かずさ鎌足2丁目・矢那 高倉交差点）
- 千葉県道23号木更津末吉線（木更津市かずさ鎌足1丁目 かずさ鎌足1丁目交差点）
- 国道409号（袖ケ浦市滝の口 滝の口交差点）

### 沿線
- かずさアカデミアパーク（木更津市かずさ鎌足2丁目）
- 矢那川ダム（木更津市矢那）
- 木更津ゴルフクラブ（袖ケ浦市下宮田）
- 小櫃川